# Ellipteroides (Ellipteroides) bifastigatus
Ellipteroides (Ellipteroides) bifastigatus is een tweevleugelige uit de familie steltmuggen (Limoniidae). De soort komt voor in het Palearctisch gebied.